# 松谷早苗
松谷 早苗（まつたに さなえ）は、日本のアニメにおける色彩設定者。
シンエイ動画所属。北海道室蘭市出身。

## 来歴・人物
元々アニメが好きだったところ、親戚の叔母がアニメの仕上げをする仕事の求人チラシを持ち込み、それがきっかけでキャリアをスタートさせた。イージー・ワールド・プロなどに所属し、『それいけ!アンパンマン』や『ドラえもん (1979年のテレビアニメ)』の制作へと参加。1991年、シンエイ動画へと仕事の場を移し、以降映画『ドラえもん』シリーズを中心に色彩設計などの役職で様々な作品に携わっている。
『クレヨンしんちゃん』では、色指定を務めた「母ちゃんはにんしん3カ月だゾ」（1996年7月5日放送）というエピソード内で松谷がモデルのTVリポーターが登場している（名前もそのまま松谷早苗となっている）。

## 参加作品

### テレビアニメ
- よろしくメカドック （1984年-1985年、#2・5・8・13・17・20・24・28仕上）
- ハイスクール!奇面組 （1985年-1987年、#84仕上）
- それいけ!アンパンマン （1988年-、#13・27仕上）
- 鉄拳チンミ （1988年、#15仕上）
- つるピカハゲ丸くん （1988年-1989年、色指定）
- 笑ゥせぇるすまん （1989年-1990年・1991年-1992年、色指定）
- おぼっちゃまくん （1989年-1992年、色指定）
- クレヨンしんちゃん （1992年-、色指定）
- モジャ公 （1995年-1997年、#42仕上）
- 忍ペンまん丸 （1997年-1998年、色彩設計）
- ドラえもん (1979年のテレビアニメ) （1979年-2005年、色彩設計）
- ジャングルはいつもハレのちグゥ （2001年、色彩設計）
- スティッチ! 〜ずっと最高のトモダチ〜 （2010年、色彩設計）
- インド版 忍者ハットリくん （2012年-、色彩設計）

### OVA
- ハーバーライト物語 （1988年、仕上）
- ジャングルはいつもハレのちグゥ デラックス （2002年-2003年、色彩設計）
- ジャングルはいつもハレのちグゥ FINAL （2003年-2004年、色彩設計）

### 劇場映画
- 賀川豊彦の生涯-われ日日に死す- （1980年代、アニメスタッフ）
- ハイスクール!奇面組 （1980年代、彩色）
- それいけ!アンパンマン キラキラ星の涙 （1989年、彩色）
- ドラえもん のび太と雲の王国 （1992年、仕上検査[4]）
- ドラえもん のび太とブリキの迷宮 （1993年、仕上検査[5]）
- ドラえもん のび太と夢幻三剣士 （1994年、色設計[6]）
- クレヨンしんちゃん ブリブリ王国の秘宝 （1994年、仕上げ検査[7]）
- ドラえもん のび太の創世日記 （1995年、色彩設計）
- クレヨンしんちゃん 雲黒斎の野望 （1995年、仕上げ検査[4]）
- ドラえもん のび太と銀河超特急 （1996年、色彩設計）
- クレヨンしんちゃん ヘンダーランドの大冒険 （1996年、仕上げ検査[4]）
- ドラえもん のび太のねじ巻き都市冒険記 （1997年、色彩設計[8]）
- クレヨンしんちゃん 暗黒タマタマ大追跡 （1997年、仕上げ検査[8]）
- ドラえもん のび太の南海大冒険 （1998年、色彩設計[8]）
- クレヨンしんちゃん 電撃!ブタのヒヅメ大作戦 （1998年、仕上げ検査[8]）
- ドラえもん のび太の宇宙漂流記 （1999年、色彩設計[8]）
- ドラえもん のび太の太陽王伝説（2000年、色彩設定[4]）
- ドラえもん のび太と翼の勇者たち（2001年、色彩設計[8]）
- ドラえもん のび太とロボット王国 （2002年、色彩設計[8]）
- ドラえもん のび太とふしぎ風使い （2003年、色彩設計[8]）
- ドラえもん のび太のワンニャン時空伝 （2004年、色彩設計[4]）
- 映画ドラえもん のび太の恐竜2006 （2006年、色彩設計）
- 映画ドラえもん のび太と緑の巨人伝 （2008年、色彩設計）
- 映画ドラえもん 新・のび太の宇宙開拓史 （2009年、色彩設計）
- 映画ドラえもん のび太の人魚大海戦 （2010年、色彩設計）
- 映画ドラえもん のび太と奇跡の島 〜アニマル アドベンチャー〜 （2012年、色彩設計[9]）
- 映画ドラえもん 新・のび太の大魔境 〜ペコと5人の探検隊〜 （2014年、色彩設計）
- 映画ドラえもん のび太の宇宙英雄記 （2015年、色彩設計）
- クレヨンしんちゃん オラの引越し物語 サボテン大襲撃 （2015年、色彩設計補佐[10]）
- 映画ドラえもん 新・のび太の日本誕生 （2016年、色彩設計）
- クレヨンしんちゃん 爆睡!ユメミーワールド大突撃 （2016年、色彩設計補佐[11]）
- 映画ドラえもん のび太の南極カチコチ大冒険（2017年、色彩設計）
- クレヨンしんちゃん 襲来!!宇宙人シリリ（2017年、色彩設計補佐[12]）
- 映画ドラえもん のび太の宝島（2018年、色彩設計）
- 映画ドラえもん のび太の月面探査記（2019年、色彩設計）
- 映画ドラえもん のび太の新恐竜（2020年、色彩設計）
- 窓ぎわのトットちゃん （2023年、色彩設計）
- 映画ドラえもん のび太の絵世界物語（2025年、おまけ映像）

### その他
- 藤子・F・不二雄ミュージアム上映作品
  - Fキャラオールスターズ大集合 ドラえもん&パーマン 危機一髪!? （2011年、色彩設計）
  - 藤子・F・不二雄ミュージアム Fシアターオープニングアニメーション （2016年、色彩設計）
  - ポコニャン&ドラえもん「ポンポコニャンでここほれニャンニャン!?」 （2016年、色彩設計）